# Francesco Conti (kardynał)
Francesco Conti (ur. ok. 1470 w Rzymie, zm. 29 czerwca albo 4 lipca 1521 tamże) – włoski kardynał.

## Życiorys
Urodził się około 1470 roku w Rzymie, jako syn Jacopa Contiego i Elisabetty Carafa della Stadery. W młodości studiował prawo, a także został ojcem szóstki dzieci: Ottavia, Stefana, Camilla, Marzia, Giovanniego and Giulii. 8 października 1494 roku został wybrany arcybiskupem Conza della Campania. Nigdy nie odwiedził archidiecezji i zarządzał nią poprzez wikariuszy generalnych, do momentu rezygnacji w 1517 roku. 1 lipca 1517 roku został kreowany kardynałem prezbiterem i otrzymał kościół tytularny S. Vitale. W okresie 1520–1521 był kamerlingiem Kolegium Kardynałów. Zmarł 29 czerwca albo 4 lipca 1521 roku w Rzymie.